# Västankvarns gård
Västankvarns gård är en finländsk gård och tidigare lantbruks- och husmodersskola i Ingå.
Västankvarns gård donerades 1893 av Lina Sandell till Nylands nation, dåvarande Nyländska Studentafdelningen vid Kejserliga Alexanders-Universitetet, med avsikt att gården skulle driva en lantbruks- och husmodersskola. Utbildningen kom igång 1895 och har fortsatt under olika namn och i olika former, som Naturbruksinstitutet och Yrkeshögskolan Sydväst. Sedan 2006 är den anknuten till Yrkeshögskolan Novia, vars campus ligger i Ekenäs. 
Gården, som har mjölkproduktion och en odlingsareal på 275 hektar samt 370 hektar skog, är idag lokal för kurser och praktik för naturvårdsprogrammet på Yrkeshögskolan Novia och också för Yrkeshögskolan Axxell och  Veterinärmedicinska fakulteten vid Helsingfors universitet. Gården ägs fortfarande av Nylands nation och förvaltas av Understödsföreningen för Västankvarn skolor. 
Gården är också en försöksgård för växtodling på 40 hektar, som drivs av Nylands svenska lantbrukssällskap, och har ett spannmålslaboratorium.
På Västankvarns gård finns också ett så kallat "Landsbygdscentrum", som drivs av Västra Nylands landsbygdsförvaltning vilket tillhandahåller rådgivning till jordbrukare.

## Västankvarn under Finska inbördeskriget
Västankvarns gård blev i april 1918 förläggningsplats för skyddskåren Västra Nylands bataljon, som sattes upp i krigets slutskede för att genomföra straffexpeditioner i Nyland och Egentliga Finland. Den gjorde sig bland annat skyldig till avrättningarna i Västankvarn under maj månad. Bataljonen upplöstes den 5 juni 1918, efter det att den ansågs ha fullgjort sitt uppdrag.